# Fernán Pérez de Guzmán
Hernán o Fernán Pérez de Guzmán (c. 1377/1379-Batres, Madrid, c. 1460) fue un poeta e historiador español. Pertenecía a una familia distinguida por sus conexiones literarias, su tío fue el también historiador y poeta Pedro López de Ayala, y su sobrino fue el marqués de Santillana, uno de los autores más importantes de Juan II de Castilla.

## Biografía
Probablemente naciera en 1376 y falleciera en 1458. Señor de Batres, fue hijo de don Pedro Suárez de Guzmán y de doña Elvira de Ayala. Embajador en Aragón en tiempo de Enrique III de Castilla, participó en la batalla de La Higueruela, durante la cual salvó la vida a Pero Meléndez de Valdés, capitán de la mesnada del señor de Hita. Fue muy amigo del obispo de Burgos, el gran humanista hispanojudío Alfonso de Cartagena, con quien compartía un gran interés por la filosofía estoica de Séneca y a cuya muerte dedicó una sentida elegía funeral o planto, las Coplas a la muerte del obispo de Burgos. Por ser pariente del arzobispo de Toledo, don Gutierre Gómez, fervoroso partidario de los infantes de Aragón, siguió a López Dávalos y a Fernando de Antequera y cayó en desgracia ante Juan II de Castilla, pagándolo con la prisión, de la que saldría para retirarse a su señorío de Batres a los cincuenta y seis años para consagrarse a la lectura y el estudio, y de allí apenas volvió a salir hasta su muerte, acontecida a los ochenta y dos años de edad, según conjeturas muy verosímiles.
Recuperó, con ayuda de los caballeros templarios, el castillo de Bullas, después de haber sido entregado el reino de Granada en 1286.

## Obras

### Prosa protohumanística
Para Marcelino Menéndez y Pelayo es el primer prosista del siglo XV, pues su escritura se halla desnuda de mala retórica y ajena de pedanterías y se ciñe castiza y perfectamente al asunto; es ya una prosa renacentista perfectamente equilibrada y clásica.
Como psicólogo es muy penetrante, un gran analista y observador de la naturaleza moral, e imparcial historiador; su obra maestra es Generaciones y semblanzas, una colección de treinta y cinco retratos biográficos de los cortesanos más importantes de su tiempo, tercera parte desgajada de una obra más extensa, el Mar de historias (Valladolid, 1512; reimpreso en Sevilla en 1527 y 1542 y en Valencia en 1531), una versión en prosa del Mare historiarum de Giovanni della Colonna dividido en tres partes: la primera, es una colección de retratos de emperadores y príncipes; la segunda retratos de sabios y santos, y la tercera, ya comentada, y única debida íntegramente a su pluma, semblanzas y obras de los reyes Enrique III, Juan II y "los venerables prelados e nobles caballeros que en los tiempos de estos nobles reyes fueron", la mayor parte de los cuales conoció en persona. La obra comienza con un prólogo sobre la verosimilitud en la historiografía. Por otra parte, encargó traducir las Epístolas morales de Séneca y las obras de Salustio.

### Lírica moral
Su poesía es muy distinta a su prosa y pertenece plenamente a la lírica cancioneril, en el tema amoroso (Decir a Leonor de los Paños, Decir que fizo a su amiga), moral (Requesta fecha al magnífico Marqués de Santillana, Coplas de vicios e virtudes, que posee elementos populares, Coplas a la muerte del obispo de Burgos, sobre su amigo Alfonso de Cartagena) y didáctico (Loores a los claros varones de España; es conceptuosa y afectada de carga grecolatina, como era habitual en su tiempo. Parece que la lírica amorosa es anterior a su destierro y de su época cortesana, y la moral y didáctica de su última época. Se encuentran obras suyas en el Cancionero de Baena. Destaca sobre todo su poema Que las virtudes son buenas de invocar e malas de platicar, porque en él prescinde de las florituras cancioneriles y adopta la misma llaneza de su prosa. Floresta de los philosophos es una colección de sentencias de autores clásicos, sacadas la mayor parte de ellas de Séneca, inédita hasta 1904; Las Setecientas (Sevilla, 1492, muy reimpreso luego, al menos siete veces más hasta 1564), que no es un remedo en verso del más famoso poema de Juan de Mena, Las Trescientas o Laberinto de Fortuna, como pudiera colegirse del título, ni por su forma (octavillas en estilo llano) ni por su temática, prácticamente un análisis de las condiciones, virtudes y defectos del ser humano en línea senequista:

Tú, hombre que estás leyendo, / este mi simple tractado / nunca ceses comidiendo / cómo vivas más honrado. / Miémbrate que eres formado / de muy vil composición / y sin otra excusación / has de ser a ella tornado...

También se le deben algunas otras obras de menor interés.

### Influencia de Dante
En su biblioteca de Baltres se conserva un manuscrito de Dante Allighieri, Francesco Petrarca y Giovanni Boccaccio. Aprendió italiano a partir de la Divina comedia de Dante, que le produjo gran cantidad de material para su producción educativa y moral, por lo que quedó impresionado y conmovido, y lo definió como «la flor de los florentinos / dulçe poeta vulgar». En ese sentido, Pérez de Guzmán pudo ser el primer poeta en impartir el pensamiento de Dante en España.